# Paolo Herbert
Paolo Herbert, född 1895, var en italiensk bobåkare. Han deltog vid olympiska vinterspelen 1924 i Chamonix i det italienska laget i fyrmansbob, som slutade på sjätte plats.